# Ancylus regularis
Ancylus regularis är en art av sötvattenslungsnäcka tillhörande familjen Ancylidae. Släktet Ancylus har givit namn åt Ancylussjön, ett tidigare sötvattenstadium av Östersjön som fanns 8700–8000 f.Kr.

## Utbredning
Arten förekommer endemiskt i sydvästra Etiopien, närmare bestämt i mindre vattendrag i och nära städerna Jimma, Lekemti och Dilla, samt nära men inte i Langanosjön.